# Gamer Network
Gamer Network Limited (dříve Eurogamer Network Limited) je britská mediální společnost se sídlem v Brightonu. Byla založena v roce 1999 Rupertem a Nickem Lomanem a vlastní značky –⁠ především internetové stránky –⁠ týkající se videoherní žurnalistiky. Její hlavní internetová stránka Eurogamer byla spuštěna ve stejné době. V únoru 2018 byl Gamer Network koupen společností ReedPop.
Gamer Network je organizátorem herního veletrhu EGX.

## Historie
Společnost Gamer Network založili bratři Rupert a Nick Lomanovi v roce 1999 pod názvem Eurogamer Network. Vznikla současně s hlavní internetovou stránkou Eurogamer, která byla spuštěna 4. září 1999. Nick Loman opustil firmu v roce 2004, aby se věnoval medicíně a „soutěžnímu BBQ“.
V únoru 2011 odkoupila společnost Eurogamer Network americké vydavatelství Hammersuit a jeho webové stránky IndustryGamers.com a Modojo.com. Dne 1. března 2013 v souladu s mezinárodní expanzí Eurogamer Network oznámil, že změnil svůj název na Gamer Network. V rámci této změny se Eurogamer Events přejmenovaly na Gamer Events a Hammersuit rovněž přijal název Gamer Network. V říjnu byl Simon Maxwell povýšen z ředitele vydavatelské skupiny na provozního ředitele.
Dne 26. února 2018 bylo oznámeno, že ReedPop, divize společnosti Reed Exhibitions, jež pořádá herní veletrh PAX, koupila společnost Gamer Network. Zatímco Rupert Loman zůstal generálním ředitelem společnosti Gamer Network, Maxwell se stal jejím výkonným ředitelem a viceprezidentem pro operace ReedPopu ve Velké Británii. Loman opustil společnost v únoru 2020.
Společnost ReedPop se v září 2020 rozhodla propustit řadu zaměstnanců na mnoha webech Gamer Networku. V listopadu téhož roku zbývající členové redakce USgameru, jejichž počet se po předchozím propouštění snížil z devíti na čtyři, oznámili, že ReedPop do konce roku stránky ukončí.

## Vlastněné značky

### Internetové stránky
- Dicebreaker – internetová stránka a youtubový kanál zaměřený na deskové hry, který byl spuštěn v srpnu 2019.[12] Šéfredaktorem stránky je Matt Jarvis.[13]
- Eurogamer – hlavní internetová stránka společnosti Gamer Network informující o videohrách. Byla spuštěna v roce 1999, tedy ve stejné době jako byla založena společnost.[2] Jejím šéfredaktorem je Martin Robinson.[14]
- GamesIndustry.biz – internetová stránka, jež se zabývá obchodními aspekty videoherního průmyslu; byla spuštěna v roce 2002.[15] Jejím šéfredaktorem je James Batchelor.[16]
- Rock Paper Shotgun – webová stránka zaměřená na zprávy o hrách pro osobní počítače, kterou v roce 2007 založili Kieron Gillen, Alec Meer, John Walker a Jim Rossignol. Roku 2010 navázala partnerství s firmou Eurogamer Network, která ji v roce 2017 koupila.[17][18] Šéfredaktorkou stránky je Katharine Castle.[19]
- VG247 – zpravodajský web o videohrách, jenž vznikl v roce 2008 ve spolupráci společnosti Eurogamer Network a Patricka Garratta.[20] Jeho šéfredaktorem je Tom Orry.[21]

### Ostatní
- Jelly Deals – internetová stránka upozorňující na videohry ve slevách; byla spuštěna v roce 2016.[22]
- Outside Xbox – youtubový kanál zaměřený na herní zpravodajství o Xboxu, který v roce 2012 spustili Eurogamer Network a Andy Farrant, Mike Channell a Jane Douglas, tři redaktoři jiných serverů.[23]
- Outside Xtra – youtubový kanál zaměřený na novinky z jiných platforem než je Xbox, například z PlayStationu, Nintenda, VR a PC. V roce 2016 jej spustili Outside Xbox a Ellen Rose a Luke Westaway, autorka a moderátorka pořadu Xbox On a vedoucí redaktor CNETu.[24]

### Bývalé
- Gamer Creative – interní reklamní agentura společnosti Gamer Network, kterou založil a vedl Josh Heaton.[25]
- Gamer's Edition – projekt, jenž produkoval zboží a speciální edice videoher. Byl spuštěn v roce 2013 a jeho prvními projekty se staly speciální edice her Papers, Please a kompilace Hotline Miami a Hotline Miami 2: Wrong Number.[26][27]
- Metabomb – internetová stránka o videohrách se zaměřením na esport; byla spuštěna v roce 2013 pod firmou Gamer Network.[28]
- USgamer (USG) – sesterská stránka Eurogameru, kterou spravovala americká redakce. Byla spuštěna v roce 2013[29] a ukončena roku 2020.[30]

## Partnerské značky

### Internetové stránky
- Nintendo Life – internetová stránka zaměřená na novinky a recenze produktů společnosti Nintendo, včetně videoher a softwaru, jež vlastní a provozuje společnost Nlife Media.[31] Obsahuje sekce věnované konzolím Nintendo Switch, Wii U, Wii, Nintendo 3DS, Nintendo DSi, WiiWare, DSiWare a klasickým titulům znovu vydaným prostřednictvím služby Virtual Console. Byla založena koncem roku 2005,[32][33] v dubnu 2009 získala weby WiiWare World a Virtual Console Reviews[33] a v roce 2011 navázala spolupráci se společností Eurogamer Network.[34][35][36] V roce 2015 se Nintendo Life rozhodlo, že bude na svém youtubovém kanále pravidelně přidávat obsah.[37]
- Push Square – webová stránka zaměřená na herní novinky z PlayStationu, kterou v roce 2012 založili Nintendo Life a Sammy Barker.[38]
- Pure Xbox – webová stránka zaměřená na herní novinky z Xboxu. V roce 2020 je znovu spustila společnost NLife Media.[39][40][41]
- Road to VR – internetová stránka informující o videohrách s důrazem na virtuální realitu. Založil ji Ben Lang v roce 2011 a roku 2017 navázala partnerství se společností Gamer Network.[42][43]
- Video Games Chronicle (VGC) – duchovní nástupce herního časopisu Computer and Video Games; byl spuštěn v roce 2019 ve spolupráci s Gamer Networkem a týmem vedeným Andym Robinsonem.[44]

### Ostatní
- Mod DB – online databáze pro modifikace videoher. Byla spuštěna v roce 2002 a roku 2015 navázala partnerství se společností Gamer Network.[45][46]
- Indie DB – sesterská databáze webu Mod DB, jež se zabývá nezávislými hrami. Mod DB ji spustil v roce 2010 a roku 2015 se společně s ním stala partnerem Gamer Networku.[45][47]